# Complejo de lanzamiento 46 de Cabo Cañaveral
El Complejo de Lanzamiento Espacial 46 (SLC-46), anteriormente Complejo de Lanzamiento 46 (LC-46), es un complejo de lanzamiento en la Estación de la Fuerza Espacial de Cabo Cañaveral operado bajo licencia por Space Florida, anteriormente utilizado para los lanzamientos de cohetes Athena. Lo ha utilizado Astra, que continuará utilizándolo con Rocket 4 y quizás 5, y será utilizado por ABL Space Systems para su uso a corto plazo en RS1.

## Historia

### Construcción y operaciones de Trident
Este complejo fue construido como parte del esfuerzo de desarrollo del misil de lanzamiento de submarinos Trident II de la Marina de Estados Unidos. La construcción comenzó a principios de febrero de 1984 y el primer lanzamiento del Trident II, el LC-46, tuvo lugar el 15 de enero de 1987. Un total de 19 Trident II fueron lanzados desde este sitio entre el 15 de enero de 1987 y el 27 de enero de 1989. Después de esto, todas las pruebas posteriores del Trident II se llevaron a cabo en el mar y el sitio fue desactivado.
Durante la construcción del entonces llamado LC-46, el cercano complejo de cohetes sonda LC-43 fue demolido. Sus operaciones fueron transferidas a LC-47.

### Space Florida
En 1997, Space Florida inició operaciones en el sitio y se abrió para operaciones espaciales comerciales. Lockheed Martin lanzó un Athena II y un Athena I desde la plataforma en 1998 y 1999 respectivamente. La nave Athena II, lanzada el 7 de enero de 1998, transportaba la nave espacial Lunar Prospector que orbitaba la Luna. El 27 de enero de 1999, el Athena I despegó con el primer satélite de Taiwán, ROCSAT-1, que transportaba instrumentos de comunicaciones experimentales, imágenes oceánicas y estudios ionosféricos.
En marzo de 2010, el 45.º Ala Espacial de la USAF emitió licencias de propiedad inmobiliaria a Space Florida para los complejos de lanzamiento 36 y 46 en la Estación de la Fuerza Aérea de Cabo Cañaveral. El 1 de julio de 2010, la Administración Federal de Aviación aprobó una Licencia de Operador de Sitio de Lanzamiento para lanzamientos comerciales en el Complejo de Lanzamiento 46.
El 24 de septiembre de 2010, la Comisión de Desarrollo Económico de la Costa Espacial de Florida recibió una subvención de infraestructura de defensa de 500.000 dólares del estado de Florida para ser utilizada en mejoras críticas de las comunicaciones en SLC-46. A principios de 2014, Space Florida contrató a Alliant Techsystems (ATK) para iniciar la tercera fase de la renovación de la infraestructura de comunicaciones, cuya finalización se estima que demorará un año.
En julio de 2015, la Fuerza Aérea de los EE. UU. y Orbital ATK anunciaron que un Minotaur IV lanzado desde SLC-46 se utilizaría para la misión ORS-5 en 2017. El ORS-5 se lanzó con éxito el 26 de agosto de 2017.

### Aborto de ascenso-2
El 2 de julio de 2019, la NASA lanzó un misil Peacekeeper reutilizado desde SLC-46, que transportaba la nave espacial Orion para la misión Ascent Abort-2. El objetivo de la misión fue demostrar y calificar el Sistema de aborto de lanzamiento de Orión (LAS) que permitirá a la tripulación de astronautas escapar de manera segura en caso de una emergencia durante las operaciones de la plataforma de lanzamiento, a través de la fase de ascenso del vehículo Orión.

### Astra
El 6 de diciembre de 2021, Astra anunció planes para lanzar sus pequeños cohetes orbitales desde SLC-46 tan pronto como febrero de 2022. La empresa estaba planeando una cadencia de lanzamiento de una vez al mes durante dos años.
El 10 de febrero de 2022, el primer lanzamiento del Astra desde el SLC-46 resultó fallido. Después de dos intentos de lanzamiento previos fallidos en los días anteriores, el lanzamiento del cohete se produjo nominalmente. Sin embargo, la separación de la primera etapa falló, lo que provocó que la segunda etapa girara fuera de control y el cohete y la carga útil se perdieron.
El 12 de junio de 2022, el segundo lanzamiento del Astra desde el SLC-46 también resultó un fracaso. El vehículo Rocket 3.3 de Astra (número de serie LV0010) que transportaba dos CubeSats TROPICS para la NASA no logró alcanzar la órbita y los satélites se perdieron.